# 王存禮 (成化進士)
王存禮（？—？），字用和，陝西秦州衛人，軍籍，明朝政治人物。

## 生平
成化七年（1471年）辛卯科陝西鄉試第二名舉人，十四年（1478年）中式戊戌科會試第三百二十二名，三甲第一百六十三名進士。

## 家族
曾祖王珍；祖父王融；父王裕，教授。